# Assedio di Pavia (476)
L'assedio di Pavia del 476 determinò la caduta di Flavio Oreste, padre di Romolo Augusto, l’ultimo imperatore Romano d’Occidente,  e la vittoria di Odoacre, che pochi mesi dopo depose Romolo Augusto, ponendo così fine all'impero Romano d’Occidente.

## Antefatti
Nel 476 Flavio Oreste (un funzionario romano della Pannonia, già segretario di Attila), che era stato nominato da Giulio Nepote generale con il compito di proteggere la Gallia meridionale, si ribellò e depose l’imperatore. Marciò su Roma, dove in quel momento si trovava Giulio Nepote, e pose sul trono il proprio figlio tredicenne, Romolo detto l’Augustolo. Ma gli eserciti federati (formati da Eruli, Sciri e altri popoli danubiani), allora concentrati in vari luoghi dell’Italia settentrionale, e in particolare a Ticinum (Pavia), chiesero a Flavio Oreste l’assegnazione di terre con il sistema dell'hospitalitas, che fu loro negata per non espropriare i grandi latifondi dei senatori. I federati allora si ribellarono e Flavio Oreste da Roma risalì la penisola e, dopo qualche esitazione, si rinchiuse in Pavia, ritenuta la città più fortificata e facilmente difendibile dell'area. Flavio Oreste confidava nella difendibilità della sua posizione: Pavia, infatti, pur essendo posta in una zona pianeggiante, era difesa a sud dal Ticino. Lo stesso fiume, nei pressi della città, si divideva in numerosi meandri, intercalati da boschi, lanche e zone umide, ma le difese naturali di Pavia non si limitavano al Ticino: due piccoli corsi d’acqua (il Navigliaccio e le due Vernavole) originati dalle risorgive e dotati di acque perenni, scavavano due profondi avvallamenti a est e a ovest della città.

## L'assedio e le sue conseguenze
Il capo dei federati ribelli, Odoacre, assediò la città, la conquistò e la mise a ferro e fuoco, comprese le due chiese (entrambe ancora suburbane), dedicate rispettivamente ai Santi Gervasio e Protasio (dove era sepolto il protovescovo Siro) e a Nazario e Celso. Le fonti non permettono di stabilire se le truppe di Flavio Oreste nella città fossero tutte appartenenti all’esercito regolare, né ciò avrebbe molto significato nelle condizioni di quegli anni. Sappiamo tuttavia che Flavio Oreste riuscì a fuggire da Pavia (forse dal Ticino) prima che la città cadesse nelle mani degli uomini di Odoacre, ma fu presto raggiunto a Piacenza, dove venne ucciso nell’estate del 476. Durante gli eventi fu rilevante l’operato del vescovo Epifanio, che si adoperò per mitigare gli effetti del disastro, apparendo l’unica autorità capace di farlo, ponendosi come interlocutore sia di Odoacre sia del governo imperiale, o di quel che ne rimaneva. Grazie all’intercessione di Epifanio, numerosi prigionieri (tra cui molte dame e la stessa sorella monaca del vescovo Onorata) vennero poi liberati da Odoacre abbastanza rapidamente. Verosimilmente, riuscì anche a normalizzare i rapporti tra l’esercito guidato da Odoacre e la popolazione: poco dopo l'assedio furono così ricostruite chiese, ma anche edifici civili e case distrutte e fu favorita la mescolanza della popolazione con i nuovi occupanti. Pochi mesi dopo l'assedio, Odoacre depose Romolo Augusto e inviò a Costantinopoli le insegne imperiali, segnando così la fine dell’impero Romano d’Occidente. Odoacre non volle assumere il titolo imperiale, contentandosi di quello di rex gentium, cioè sovrano dei vari eserciti rimasti sotto la sua guida.